# Pwd (informatyka)
pwd (ang. print working directory – wypisz katalog roboczy) – uniksowe narzędzie ujęte w standardzie POSIX, wyprowadzające na standardowe wyjście bezwzględną ścieżkę do bieżącego katalogu. Występuje zarówno jako osobny program jak i polecenie powłoki, przy czym jeśli dostępne są oba pwd powinno uruchomić wersję wbudowaną w powłokę.
Jeśli w ścieżce występują linki symboliczne, za pomocą parametru -P (ang. physical) można uzyskać ścieżkę bezwzględną niezawierającą tych linków:
```
 $ ls -l /usr/lib/X11
 lrwxrwxrwx    1 root     root           18 2006-02-25 17:47 /usr/lib/X11 -> /usr/X11R6/lib/X11
 $ cd /usr/lib/X11
 $ pwd
 /usr/lib/X11
 $ pwd -P
 /usr/X11R6/lib/X11

```